# Palackého sady

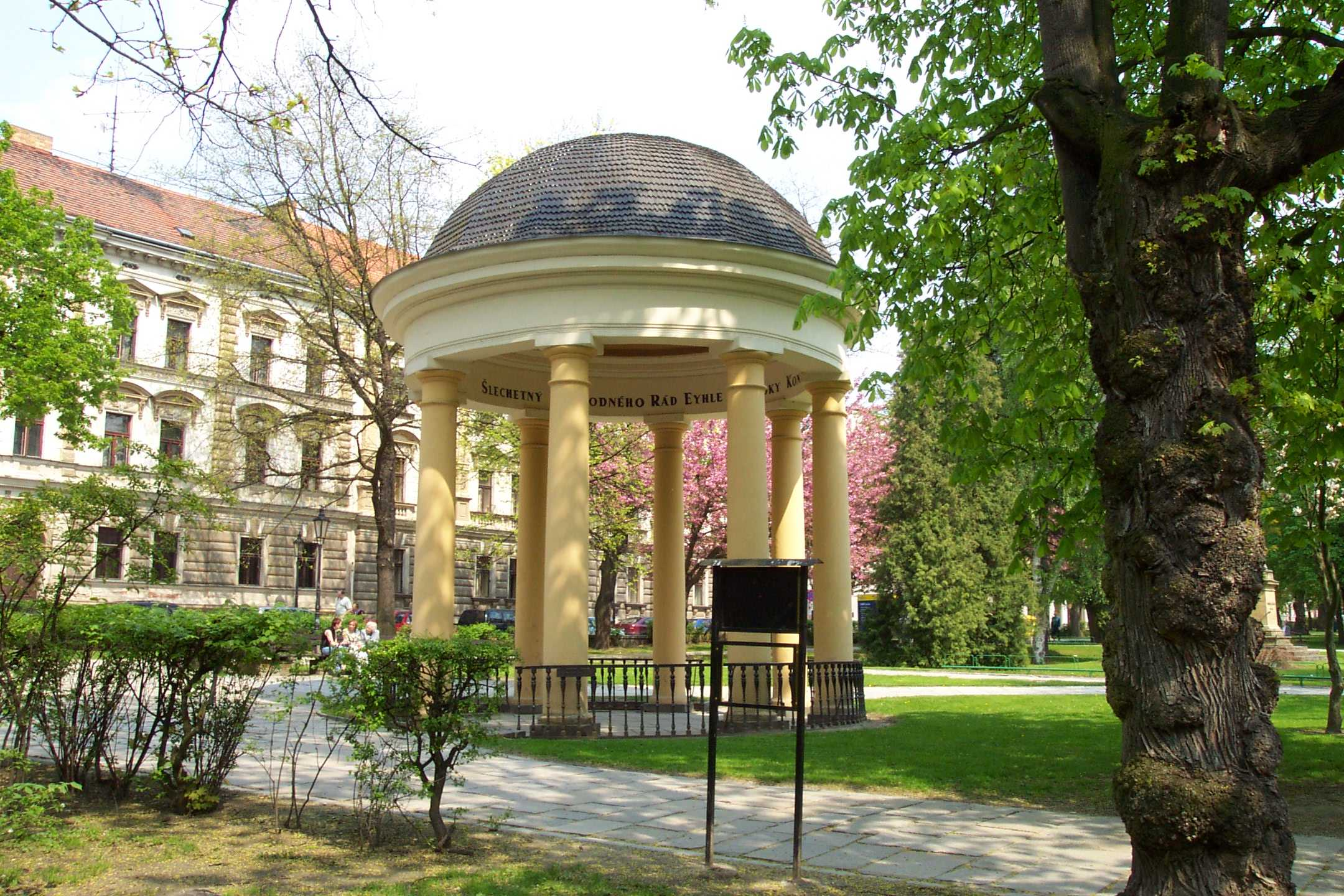
Schrenkův pavilon

Palackého sady jsou největším parkem města Písek. Jsou pojmenovány po slavném českém historikovi Františku Palackém, který zde má svůj pomník. Park vznikal ve 40. letech 19. století na místě bývalého příkopu před městskými hradbami.
Na počest jeho zakladatele krajského hejtmana Maschkeho byla v roce 1839 započata stavba empírového pavilonu. Než byl altán dokončen v roce 1841, stal se novým hejtmanem Josef Schrenk, po kterém byl pavilon nakonec pojmenován. Písečtí dali dovnitř kopule napsat: "Šlechetný Co Hodného Rád Eyhle Následky Koná" s letopočtem římskými číslicemi.
V roce 1886 byl poblíž postaven pomník Františku Palackému, který vytvořil sochař Ludvík Wurzel. Později, v roce 1935 také přibyl pomník Adolfu Heydukovi. 
Mezi další památky v Palackého sadech patří: Barokní socha Neptuna (původně byla v kašně na Velkém náměstí), hudební pavilon (altán), hostinec "U Reinerů", a také Divadlo Fráni Šrámka.